# Xã Beaver, Quận Scott, Kansas
Xã Beaver (tiếng Anh: Beaver Township) là một xã thuộc quận Scott, tiểu bang Kansas, Hoa Kỳ. Năm 2010, dân số của xã này là 287 người.